# Sușevo, Razgrad
Sușevo (în bulgară Сушево) este un sat în comuna Zavet, regiunea Razgrad,  Bulgaria. 

## Demografie
Componența etnică a satului Sușevo
     Turci (69,73%)
     Bulgari (4,68%)
     Nicio identificare (25,58%)
     Altele (0%)
La recensământul din 2011, populația satului Sușevo era de 641 locuitori. Din punct de vedere etnic, majoritatea locuitorilor (69,73%) erau turci, cu o minoritate de bulgari (4,68%). Pentru 25,58% din locuitori nu este cunoscută apartenența etnică.